# Крупко Петро Миколайович
Петро́ Микола́йович Крупко́ (нар. 5 березня 1958, село Бондарі, Козелецький район, Чернігівська область) — український політик. Народний депутат України 6-го скликання. Міністр Кабінету Міністрів України (2005, 2007–2010).

## Ранні роки
В рік народження сім'ю було переселено до села Козари, Носівського району, Чернігівської області, де закінчив восьмилітню школу.

## Освіта
- Серпень 1973 — липень 1976 — учень Чернігівського юридичного технікуму.
- Серпень 1976 — вересень 1981 — студент Київського національного університету імені Тараса Шевченка, юрист, Правознавство.
- Київський інститут народного господарства (1986–1990), економіст, «Економічне і соціальне планування»;
- Інститут державного управління і самоврядування при Кабінеті Міністрів України (1992–1993), магістр державного управління.

## Кар'єра
- Листопад 1981 — жовтень 1990 — заступник начальника відділу, головний спеціаліст Головного планово-економічного управління виконкому Київської міської ради.
- З жовтня 1990 — провідний спеціаліст, головний спеціаліст юридичного відділу Управління справами Ради Міністрів України; заступник завідувача, перший заступник завідувача Юридичного відділу.
- Вересень — листопад 1996 — перший заступник начальника, листопад 1996 — січень 2000 — начальник Юридичного управління Кабінету Міністрів України.
- Січень 2000 — червень 2001 — заступник Урядового секретаря Кабінету Міністрів України — директор Юридичного департаменту.
- Травень 2001 — липень 2003 — заступник Державного секретаря Кабінету Міністрів України[1][2].
- Січень 2000 — березень 2005 — директор Юридичного департаменту Секретаріату Кабінету Міністрів України.
- Липень 2003 — лютий 2005 — заступник Міністра Кабінету Міністрів України[3][4].
- Лютий — березень 2005 — перший заступник Міністра Кабінету Міністрів України[5][6].
- 23 березня[7] — 27 вересня 2005[8] — міністр Кабінету Міністрів України, заступник голови Координаційної ради з питань державної служби при Президентові України (з липня 2005).
- Жовтень 2005 — лютий 2007 — перший заступник Міністра юстиції України[9][10].
- 18 грудня 2007 — 11 березня 2010 — Міністр Кабінету Міністрів України[11][12].

## Сім'я
Дружина Євгенія Максимівна (1958).

## Парламентська діяльність
Народний депутат України 6-го скликання з 23 листопада до 19 грудня 2007 від «Блок Юлії Тимошенко», № 118 в списку. На час виборів: тимчасово не працював, безпартійний. Член фракції «Блок Юлії Тимошенко» (з 23 листопада 2007). Склав депутатські повноваження 19 грудня 2007.

## Нагороди, державні ранги
Державний службовець 1-го рангу (з грудня 2002).
Заслужений юрист України (з жовтня 1997). Почесна грамота Кабінету Міністрів України (грудень 2000). Орден «За заслуги» ІІІ ступеня (серпень 2001). Орден Данила Галицького (червень 2008).